# 葵の上
葵の上（あおいのうえ）は紫式部の物語『源氏物語』に登場する架空の人物。光源氏の最初の正妻。源氏との間に一粒種（夕霧）をもうける。この名は後世の読者がつけた便宜上の名前で、彼女が主役級の扱いを受ける「葵」帖から取られている。

## 出自
父は桐壺帝時代の左大臣、母は桐壺帝の妹の大宮。頭中将という同腹の兄弟がいる（どちらが年上なのかは作中では不明）。光源氏の従姉にあたる。

## 生涯
当初東宮（のちの朱雀帝）妃にと希望されていたが、左大臣の思惑で元服した源氏の北の方に納まる（「桐壺」）。だが密かに藤壺を恋い慕う源氏には、后がね（皇后候補）として大切に育てられた深窓の姫とはいえ物足りない心地がし、葵の上も他の女君にうつつを抜かす4歳下の夫にうちとけず、よそよそしい態度をとっていた。源氏との夫婦仲の冷淡さは、葵の上が詠んだ和歌が一首も登場しないことにも象徴されている（「帚木」～「花宴」）。
10年後（源氏22歳）にようやく懐妊、周囲は喜びに沸き、源氏も悪阻の苦しさに心細そうな葵の上の様子に珍しく愛しさを感じた。折りしも時は賀茂祭（葵祭、4月 (旧暦)）、周囲に勧められるままに賀茂斎院の御禊の見物に行ったところ、図らずも家来が源氏の愛人の六条御息所の家来と車争いし、御息所の牛車を壊し恥をかかせてしまう。この頃から葵の上は物の怪に悩まされて臥せるようになり、床を見舞った源氏の前で彼女に取りついた御息所の生霊が姿を見せるという事件が起きた。8月の中ごろに難産の末夕霧を産み、ようやく源氏とも夫婦の情愛が通い合ったと思うもつかの間、秋の司召の夜に急に苦しんで呆気なく他界。火葬と葬儀は8月20日過ぎに行われ、源氏はそれまで妻に冷たくあたってきたことを後悔しつつ、左大臣邸にこもって喪に服した（「葵」）。

## 登場する巻
葵の上は直接には以下の巻で登場し、本文中ではそれぞれ以下のように表記されている。
- 第01帖 桐壺 娘、御娘、女君、大殿の君、大殿の姫君（別本）
- 第02帖 帚木 姉妹の姫君
- 第04帖 夕顔 大殿
- 第05帖 若紫 女君
- 第07帖 紅葉賀 大殿、妹の君、姫君
- 第08帖 花宴 大殿
- 第09帖 葵 大殿、姫君
- 第10帖 賢木 大殿の君、故姫君
- 第14帖 澪標 大殿、故姫君
- 第18帖 松風 大殿
- 第21帖 少女 大殿、故大殿の姫君
- 第29帖 行幸 姫君
- 第34帖 若菜上 母北の方
- 第35帖 若菜下 大将の母君
- 第36帖 柏木 御母君
- 第40帖 御法 大将の君の御母君、大将の御母上

なお、上記で確認出来るように、現在この人物に対して一般的に使われている「葵の上」なる呼称は、源氏物語そのものの本文中には現れない呼称であるが、平安時代末期から鎌倉時代初期に書かれたと見られる九条家本源氏物語系図にはすでに見られる古くから使われていた呼称である。

## 演じた人物
- 水戸光子（1951年）
- 有明淳（1981年、新源氏物語）
- 邦なつき（1981年、新源氏物語）
- 柏原芳恵（1993年）
- 涼葉らんの（2000年、源氏物語 あさきゆめみし）
- 舞風りら（2000年、源氏物語あさきゆめみし／ザ・ビューティーズ）
- 中山忍（2001年、千年の恋 ひかる源氏物語）
- 奥田佳菜子（2001年、千年の恋 ひかる源氏物語）
- 春咲巴香（2007年、NewOSK レビュー in KYOTO　源氏千年夢絵巻　ロマンス・シャイニングOSKベストセレクション）
- 平田絵里子（2009年、源氏物語千年紀 Genji）
- 宇野実彩子（2010年、源氏物語×大黒摩季songs〜ボクは、十二単に恋をする〜）
- 多部未華子（2011年、源氏物語 千年の謎）
- 寺田有希（2011年）
- AKINA（2012年、源氏物語×大黒摩季songs〜ボクは、十二単に恋をする〜）
- 豊嶋真千子（2013年）
- 花野じゅりあ（2015年、新源氏物語）
- 真鳳つぐみ（2015年、新源氏物語）